# Neuvième district congressionnel du Michigan
Le 9e district congressionnel du Michigan est un district situé dans The Thumb et dans les parties nord de la région métropolitaine de Détroit de l'État du Michigan. Les comtés entièrement ou partiellement situés dans le district comprennent : Huron, Tuscola, Sanilac, Lapeer, St. Clair, Macomb et Oakland. Avec un indice CPVI de R+18, c'est le district le plus républicain du Michigan.
Le district est actuellement représenté par la Républicaine Lisa McClain.

## Histoire
Avant 1992, le 9e district ne chevauchait pas du tout celui qui existait après 1992. Il correspondait en grande partie au 2e district du Michigan, couvrant la plupart des comtés de la côte ouest, en commençant par Muskegon et en incluant une partie de Grand Traverse. Il comprenait également environ la moitié du Comté d'Ottawa, le Comté de Montcalm, la moitié du Comté d'Ionia et deux cantons de l'Est du Comté de Kent.
Le district de 1992 à 2002 était en grande partie basé sur Pontiac et Flint – essentiellement le successeur de l'ancien 7e district. Le solide bilan démocrate à Flint et Pontiac a compensé la tendance largement républicaine de la majeure partie du reste de la région.
En 2002, ce district est devenu essentiellement le 5e district, tandis que le 9e a été reconfiguré pour englober la majeure partie de la partie du Comté d'Oakland de l'ancien 11e district. Les seules zones qui ont survécu dans le 9e district lors du redécoupage de 2002 étaient Pontiac, Waterford, Auburn Hills, une partie du canton d'Orion, du canton d'Oakland, de Rochester et de Rochester Hills. Ce quartier était à toutes fins pratiques celui éliminé par le redécoupage de 2012. Des parties de celui-ci ont été divisées en quatre quartiers différents, qui ont tous largement conservé d'autres anciens quartiers. L'actuel 9e est en grande partie le successeur de l'ancien 10e district.

## Géographie
| #   | Comté     | Siège         | Population |
| --- | --------- | ------------- | ---------- |
| 63  | Huron     | Bad Axe       | 30 927     |
| 87  | Lapeer    | Lapeer        | 88 977     |
| 99  | Macomb    | Mount Clemens | 875 101    |
| 125 | Oakland   | Pontiac       | 1 270 426  |
| 147 | St. Clair | Port Huron    | 159 874    |
| 151 | Sanilac   | Sandusky      | 40 368     |
| 157 | Tuscola   | Caro          | 52 826     |

### Villes, townships, villages et CDP de 10 000 personnes ou plus
- Macomb Township – 91 663
- Chesterfield Township – 45 376
- Orion Township – 38 206
  - Lake Orion – 2886
- Independence Township – 36 686
- Port Huron – 28 983
- Washington Township – 28 165
  - Romeo (en partie) – 3767
- Oxford Township – 22 419
  - Oxford (village) – 3492
- Oakland Charter Township – 20 067
- Highland Township – 19 172
- Milford Township – 17 090
  - Milford (village) (en partie) – 6520
- Brandon Township – 15 384
- Springfield Township – 14 703
- Lenox Township – 12 119
  - New Haven – 6097
- New Baltimore – 12 117
- Fenton – 12 050
- Holly Township – 12 006
  - Holly (village) – 5997
- Fort Gratiot Township – 11 242
- Port Huron Township – 10 792

### Villes de 2500 à 10 000 personnes
- Marysville – 9997
- Kimball Township – 9609
- Bruce Township – 9324
  - Romeo (en partie) – 3767
- Lapeer – 9023
- Clay Township – 8446
  - Pearl Beach – 4698
- Mayfield Township – 7988
- St. Clair Township – 7085
- Almont Township – 6961
  - Almont (village) – 2846
- Addison Township – 6256
- Rose Township – 6188
- Groveland Township – 5912
- Richmond – 5878
- Deerfield Township – 5764
- Oregon Township – 5712
- Clyde Township – 5523
- St. Clair – 5464
- Armada Township – 5318
- Elba Township – 5235
- Ira Township – 4967
- Lapeer Township – 4956
- Dryden Township – 4799
- Attica Township – 4706
- Hadley Township – 4547
- Marathon Township – 4467
- Metamora Township – 4368
- Caro – 4272
- Millington Township – 4246
- Mussey Township – 4234
- Algonac – 4196
- Columbus Township – 4112
- Marine City – 4079
- Burtchville Township – 4077
- Casco Township – 3990
- Vassar Township – 3890
- Ray Township – 3780
- East China Township – 3704
- Imlay City – 3703
- North Branch Township – 3571
- Richmond Township – 3544
- Elkland Township – 3532
- China Township – 3509
- Lexington Township – 3485
- Worth Township – 3455
- Cottrellville Township – 3406
- Riley Township – 3199
- St. Clair Township – 3180
- Fremont Township – 3167
- Arcadia Township – 3148
- Berlin Township – 3115
- Imlay Township – 3115
- Bad Axe – 3021
- Arbela Township – 2808
- Denmark Township – 2741
- Vassar – 2727
- Sandusky – 2709
- Sebewaing Township – 2678
- Emmett Township – 2515

## Historique de vote
| Année | Poste     | Résultats               |
| ----- | --------- | ----------------------- |
| 1992  | Président | Clinton 44,0 % - 35,0 % |
| 1996  | Président | Clinton 46,0 % - 43,0 % |
| 2000  | Président | Bush 51,0 % - 47,0 %    |
| 2004  | Président | Bush 51,0 % - 49,0 %    |
| 2008  | Président | Obama 56,0 % - 43,0 %   |
| 2012  | Président | Obama 57,0 % - 42,0 %   |
| 2016  | Président | Clinton 52,0 % - 44,0 % |
| 2020  | Président | Biden 56,0 % - 43,0 %   |

## Liste des Représentants du district
| Membre                          | Parti       | Années                           | Congrès     | Histoire électorale |
| ------------------------------- | ----------- | -------------------------------- | ----------- | --- |
| District établit le 4 mars 1873 |             |                                  |             | |
| Jay A. Hubbell (en)             | Républicain | 4 mars 1873 - 3 mars 1883        | 43e - 47e   | Élu en 1872. Réélu en 1874. Réélu en 1876. Réélu en 1878. Réélu en 1880. Retrait. |
| Byron M. Cutcheon (en)          | Républicain | 4 mars 1883 - 3 mars 1891        | 48e - 51e   | Élu en 1882. Réélu en 1884. Réélu en 1886. Réélu en 1888. Perds sa réélection. |
| Harrison H. Wheeler (en)        | Démocrate   | 4 mars 1891 - 3 mars 1893        | 52e         | Élu en 1890. Perds sa réélection. |
| John W. Moon (en)               | Républicain | 4 mars 1893 - 3 mars 1895        | 53e         | Élu en 1892. Retrait. |
| Roswell P. Bishop (en)          | Républicain | 4 mars 1895 - 3 mars 1907        | 54e - 58e   | Élu en 1894. Réélu en 1896. Réélu en 1898. Réélu en 1900. Réélu en 1902. Réélu en 1904. Perds sa renomination. |
| James C. McLaughlin (en)        | Républicain | 4 mars 1907 - 29 novembre 1932   | 61e - 72e   | Élu en 1906. Réélu en 1908. Réélu en 1910. Réélu en 1912. Réélu en 1914. Réélu en 1916. Réélu en 1918. Réélu en 1920. Réélu en 1922. Réélu en 1924. Réélu en 1926. Réélu en 1928. Réélu en 1930. Perds sa réélection mais décède avant le début du prochain mandat.                                                         |
| Vacant                          | Vacant      | 29 novembre 1932 - 4 mars 1933   | 72e         | |
| Harry W. Musselwhite (en)       | Démocrate   | 4 mars 1933 - 3 janvier 1935     | 73e         | Élu en 1932. Perds sa réélection. |
| Albert J. Engel (en)            | Républicain | 3 janvier 1935 - 3 janvier 1951  | 74e - 81e   | Élu en 1934. Réélu en 1936. Réélu en 1938. Réélu en 1940. Réélu en 1942. Réélu en 1944. Réélu en 1946. Réélu en 1948. Retrait pour se présenter comme Gouverneur du Michigan. |
| Ruth Thompson                   | Républicain | 3 janvier 1951 - 3 janvier 1957  | 82e - 84e   | Élu en 1950. Réélu en 1952. Réélu en 1954. Perds sa renomination. |
| Robert P. Griffin (en)          | Républicain | 3 janvier 1957 - 11 mai 1966     | 85e - 89e   | Élu en 1956. Réélu en 1958. Réélu en 1960. Réélu en 1962. Réélu en 1964. Démissionne après avoir été désigné au Sénat des États-Unis. |
| Vacant                          | Vacant      | 11 mai 1966 - 8 novembre 1966    | 89e         | |
| Guy Vander Jagt (en)            | Républicain | 8 novembre 1966 - 3 janvier 1993 | 89e - 102e  | Élu pour terminer le mandat de Griffin. Également élu pour un mandat complet. Réélu en 1968. Réélu en 1970. Réélu en 1972. Réélu en 1974. Réélu en 1976. Réélu en 1978. Réélu en 1980. Réélu en 1982. Réélu en 1984. Réélu en 1986. Réélu en 1988. Réélu en 1990. Redécoupage vers le 2e district et perds sa renomination. |
| Dale Kildee (en)                | Démocrate   | 3 janvier 1993 - 3 janvier 2003  | 103e - 107e | Redécoupage depuis le 7e district et réélu en 1992. Réélu en 1994. Réélu en 1996. Réélu en 1998. Réélu en 2000. Redécoupage vers le 5e district. |
| Joe Knollenberg (en)            | Républicain | 3 janvier 2003 - 3 janvier 2009  | 108e - 110e | Redécoupage depuis le 11e district et réélu en 2002. Réélu en 2004. Réélu en 2006. Perds sa rééleciton. |
| Gary Peters                     | Démocrate   | 3 janvier 2009 - 3 janvier 2013  | 111e , 112e | Élu en 2008. Réélu en 2010. Redécoupage vers le 14e district. |
| Sander Levin                    | Démocrate   | 3 janvier 2013 - 3 janvier 2019  | 113e - 115e | Redécoupage depuis le 12e district et réélu en 2012. Réélu en 2014. Réélu en 2016. Retrait. |
| Andy Levin                      | Démocrate   | 3 janvier 2019 - 3 janvier 2023  | 116e , 117e | Élu en 2018. Réélu en 2020. Redécoupage vers le 11e district et perds sa renomination. |
| Lisa McClain                    | Républicain | 3 janvier 2023 - Présent         | 118e        | Redécoupage depuis le 10e district et réélue en 2022. |

## Résultats des récentes élections
Voici les résultats des dix précédents cycles électoraux dans le district.

## Frontières historiques du district

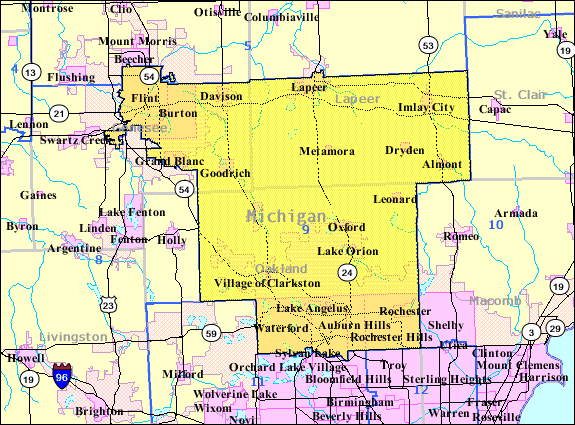
1993 - 2003

2003 - 2013

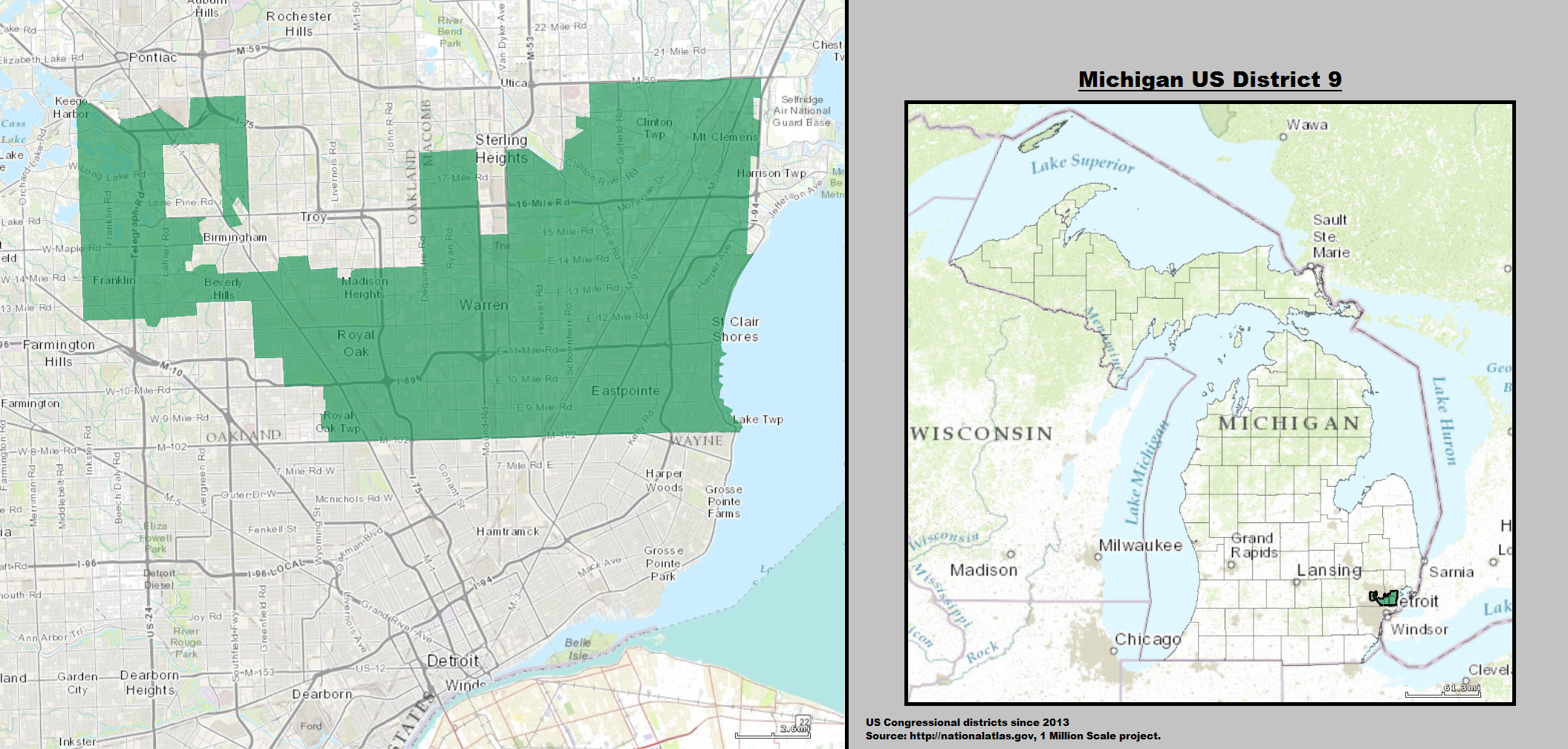
2013 - 2023

### 2004
| Élection de 2004 du 9e district congressionnel du Michigan | Élection de 2004 du 9e district congressionnel du Michigan | Élection de 2004 du 9e district congressionnel du Michigan | Élection de 2004 du 9e district congressionnel du Michigan | Élection de 2004 du 9e district congressionnel du Michigan |
| ---------------------------------------------------------- | ---------------------------------------------------------- | ---------------------------------------------------------- | ---------------------------------------------------------- | ---------------------------------------------------------- |
| Parti                                                      | Parti                                                      | Candidat                                                   | Votes                                                      | %                                                          |
|                                                            | Républicain                                                | Joe Knollenberg (en) (sortant)                             | 199 210                                                    | 58,45                                                      |
|                                                            | Démocrate                                                  | Steven W. Reifman                                          | 134 764                                                    | 39,54                                                      |
|                                                            | Libertarien                                                | Robert Schubring                                           | 6825                                                       | 2,0                                                        |
| Total des votes                                            | Total des votes                                            | Total des votes                                            | 340 799                                                    | 100%                                                       |
|                                                            | Les Républicains conservent                                |                                                            |                                                            |                                                            |

### 2006
| Élection de 2006 du 9e district congressionnel du Michigan | Élection de 2006 du 9e district congressionnel du Michigan | Élection de 2006 du 9e district congressionnel du Michigan | Élection de 2006 du 9e district congressionnel du Michigan | Élection de 2006 du 9e district congressionnel du Michigan |
| ---------------------------------------------------------- | ---------------------------------------------------------- | ---------------------------------------------------------- | ---------------------------------------------------------- | ---------------------------------------------------------- |
| Parti                                                      | Parti                                                      | Candidat                                                   | Votes                                                      | %                                                          |
|                                                            | Républicain                                                | Joe Knollenberg (en) (sortant)                             | 142 390                                                    | 51,56                                                      |
|                                                            | Démocrate                                                  | Nancy Skinner                                              | 127 620                                                    | 46,21                                                      |
|                                                            | Libertarien                                                | Adam Goodman                                               | 3702                                                       | 1,34                                                       |
|                                                            | Vert                                                       | Matthew R. Abel                                            | 2468                                                       | 0,89                                                       |
| Total des votes                                            | Total des votes                                            | Total des votes                                            | 242 880                                                    | 100%                                                       |
|                                                            | Les Républicains conservent                                |                                                            |                                                            |                                                            |

### 2008
| Élection de 2008 du 9e district congressionnel du Michigan | Élection de 2008 du 9e district congressionnel du Michigan | Élection de 2008 du 9e district congressionnel du Michigan | Élection de 2008 du 9e district congressionnel du Michigan | Élection de 2008 du 9e district congressionnel du Michigan |
| ---------------------------------------------------------- | ---------------------------------------------------------- | ---------------------------------------------------------- | ---------------------------------------------------------- | ---------------------------------------------------------- |
| Parti                                                      | Parti                                                      | Candidat                                                   | Votes                                                      | %                                                          |
|                                                            | Démocrate                                                  | Gary Peters                                                | 183 311                                                    | 52,08                                                      |
|                                                            | Républicain                                                | Joe Knollenberg (en) (sortant)                             | 150 035                                                    | 42,63                                                      |
|                                                            | Libertarien                                                | Jack Kevorkian                                             | 8987                                                       | 2,55                                                       |
| Adam Goodman                                               | Libertarien                                                | 4893                                                       | 1,39                                                       |                                                            |
|                                                            | Vert                                                       | Douglas Campbell                                           | 4737                                                       | 1,35                                                       |
| Total des votes                                            | Total des votes                                            | Total des votes                                            | 351 963                                                    | 100%                                                       |
|                                                            | Les Démocrates prennent aux Républicains                   |                                                            |                                                            |                                                            |

### 2010
| Élection de 2010 du 9e district congressionnel du Michigan | Élection de 2010 du 9e district congressionnel du Michigan | Élection de 2010 du 9e district congressionnel du Michigan | Élection de 2010 du 9e district congressionnel du Michigan | Élection de 2010 du 9e district congressionnel du Michigan |
| ---------------------------------------------------------- | ---------------------------------------------------------- | ---------------------------------------------------------- | ---------------------------------------------------------- | ---------------------------------------------------------- |
| Parti                                                      | Parti                                                      | Candidat                                                   | Votes                                                      | %                                                          |
|                                                            | Démocrate                                                  | Gary Peters (sortant)                                      | 125 730                                                    | 49,76                                                      |
|                                                            | Républicain                                                | Rocky Raczkowsi                                            | 119 325                                                    | 47,23                                                      |
|                                                            | Libertarien                                                | Adam Goodman                                               | 2601                                                       | 1,03                                                       |
|                                                            | Vert                                                       | Douglas Campbell                                           | 2484                                                       | 0,98                                                       |
|                                                            | Libertarien                                                | Bob Gray                                                   | 1866                                                       | 0,74                                                       |
|                                                            | Libertarien                                                | Matthew Kuofie                                             | 644                                                        | 0,25                                                       |
| Total des votes                                            | Total des votes                                            | Total des votes                                            | 252 650                                                    | 100%                                                       |
|                                                            | Les Démocrates conservent                                  |                                                            |                                                            |                                                            |

### 2012
| Élection de 2012 du 9e district congressionnel du Michigan | Élection de 2012 du 9e district congressionnel du Michigan | Élection de 2012 du 9e district congressionnel du Michigan | Élection de 2012 du 9e district congressionnel du Michigan | Élection de 2012 du 9e district congressionnel du Michigan |
| ---------------------------------------------------------- | ---------------------------------------------------------- | ---------------------------------------------------------- | ---------------------------------------------------------- | ---------------------------------------------------------- |
| Parti                                                      | Parti                                                      | Candidat                                                   | Votes                                                      | %                                                          |
|                                                            | Démocrate                                                  | Sander Levin (sortant)                                     | 208 846                                                    | 61,9                                                       |
|                                                            | Républicain                                                | Don Volaric                                                | 114 760                                                    | 34,0                                                       |
|                                                            | Libertarien                                                | Jim Fulner                                                 | 6100                                                       | 1,8                                                        |
|                                                            | Vert                                                       | Julia Williams                                             | 4708                                                       | 1,4                                                        |
|                                                            | Constitution                                               | Les Townsend                                               | 2902                                                       | 0,9                                                        |
| Total des votes                                            | Total des votes                                            | Total des votes                                            | 337 316                                                    | 100%                                                       |
|                                                            | Les Démocrates conservent                                  |                                                            |                                                            |                                                            |

### 2014
| Élection de 2014 du 9e district congressionnel du Michigan | Élection de 2014 du 9e district congressionnel du Michigan | Élection de 2014 du 9e district congressionnel du Michigan | Élection de 2014 du 9e district congressionnel du Michigan | Élection de 2014 du 9e district congressionnel du Michigan |
| ---------------------------------------------------------- | ---------------------------------------------------------- | ---------------------------------------------------------- | ---------------------------------------------------------- | ---------------------------------------------------------- |
| Parti                                                      | Parti                                                      | Candidat                                                   | Votes                                                      | %                                                          |
|                                                            | Démocrate                                                  | Sander Levin (sortant)                                     | 136 342                                                    | 60,4                                                       |
|                                                            | Républicain                                                | George Brikho                                              | 81 470                                                     | 36,1                                                       |
|                                                            | Libertarien                                                | Gregory Creswell                                           | 4792                                                       | 2,1                                                        |
|                                                            | Vert                                                       | John V. McDermott                                          | 3153                                                       | 1,4                                                        |
| Total des votes                                            | Total des votes                                            | Total des votes                                            | 225 757                                                    | 100%                                                       |
|                                                            | Les Démocrates conservent                                  |                                                            |                                                            |                                                            |

### 2016
| Élection de 2016 du 9e district congressionnel du Michigan | Élection de 2016 du 9e district congressionnel du Michigan | Élection de 2016 du 9e district congressionnel du Michigan | Élection de 2016 du 9e district congressionnel du Michigan | Élection de 2016 du 9e district congressionnel du Michigan |
| ---------------------------------------------------------- | ---------------------------------------------------------- | ---------------------------------------------------------- | ---------------------------------------------------------- | ---------------------------------------------------------- |
| Parti                                                      | Parti                                                      | Candidat                                                   | Votes                                                      | %                                                          |
|                                                            | Démocrate                                                  | Andy Levin                                                 | 199 661                                                    | 57,9                                                       |
|                                                            | Républicain                                                | Christopher Morse                                          | 128 937                                                    | 37,4                                                       |
|                                                            | Libertarien                                                | Matthew Orlando                                            | 9563                                                       | 2,8                                                        |
|                                                            | Vert                                                       | John V. McDermott                                          | 6614                                                       | 1,9                                                        |
| Total des votes                                            | Total des votes                                            | Total des votes                                            | 344 775                                                    | 100%                                                       |
|                                                            | Les Démocrates conservent                                  |                                                            |                                                            |                                                            |

### 2018
| Élection de 2018 du 9e district congressionnel du Michigan | Élection de 2018 du 9e district congressionnel du Michigan | Élection de 2018 du 9e district congressionnel du Michigan | Élection de 2018 du 9e district congressionnel du Michigan | Élection de 2018 du 9e district congressionnel du Michigan |
| ---------------------------------------------------------- | ---------------------------------------------------------- | ---------------------------------------------------------- | ---------------------------------------------------------- | ---------------------------------------------------------- |
| Parti                                                      | Parti                                                      | Candidat                                                   | Votes                                                      | %                                                          |
|                                                            | Démocrate                                                  | Andy Levin (sortant)                                       | 181 734                                                    | 59,7                                                       |
|                                                            | Républicain                                                | Candius Stearns                                            | 112 123                                                    | 36,8                                                       |
|                                                            | Working Class (en)                                         | Andrea Kirby                                               | 6797                                                       | 2,2                                                        |
|                                                            | Vert                                                       | John V. McDermott                                          | 3909                                                       | 1,3                                                        |
| Total des votes                                            | Total des votes                                            | Total des votes                                            | 304 563                                                    | 100%                                                       |
|                                                            | Les Démocrates conservent                                  |                                                            |                                                            |                                                            |

### 2020
| Élection de 2020 du 9e district congressionnel du Michigan | Élection de 2020 du 9e district congressionnel du Michigan | Élection de 2020 du 9e district congressionnel du Michigan | Élection de 2020 du 9e district congressionnel du Michigan | Élection de 2020 du 9e district congressionnel du Michigan |
| ---------------------------------------------------------- | ---------------------------------------------------------- | ---------------------------------------------------------- | ---------------------------------------------------------- | ---------------------------------------------------------- |
| Parti                                                      | Parti                                                      | Candidat                                                   | Votes                                                      | %                                                          |
|                                                            | Démocrate                                                  | Andy Levin (sortant)                                       | 230 318                                                    | 57,7                                                       |
|                                                            | Républicain                                                | Charles Langworthy                                         | 153 296                                                    | 38,4                                                       |
|                                                            | Working Class (en)                                         | Andrea Kirby                                               | 8970                                                       | 2,3                                                        |
|                                                            | Libertarien                                                | Mike Saliba                                                | 6532                                                       | 1,6                                                        |
|                                                            | Indépendant                                                | Douglas Troszak (write-in)                                 | 1                                                          | 0,0                                                        |
| Total des votes                                            | Total des votes                                            | Total des votes                                            | 399 117                                                    | 100%                                                       |
|                                                            | Les Démocrates conservent                                  |                                                            |                                                            |                                                            |

### 2022
| Primaire Démocrate de 2022 du 9e district congressionnel du Michigan | Primaire Démocrate de 2022 du 9e district congressionnel du Michigan | Primaire Démocrate de 2022 du 9e district congressionnel du Michigan | Primaire Démocrate de 2022 du 9e district congressionnel du Michigan | Primaire Démocrate de 2022 du 9e district congressionnel du Michigan |
| -------------------------------------------------------------------- | -------------------------------------------------------------------- | -------------------------------------------------------------------- | -------------------------------------------------------------------- | -------------------------------------------------------------------- |
| Parti                                                                | Parti                                                                | Candidat                                                             | Votes                                                                | %                                                                    |
|                                                                      | Démocrate                                                            | Brian Steven Jaye                                                    | 48 802                                                               | 100%                                                                 |

| Primaire Républicaine de 2022 du 9e district congressionnel du Michigan | Primaire Républicaine de 2022 du 9e district congressionnel du Michigan | Primaire Républicaine de 2022 du 9e district congressionnel du Michigan | Primaire Républicaine de 2022 du 9e district congressionnel du Michigan | Primaire Républicaine de 2022 du 9e district congressionnel du Michigan |
| ----------------------------------------------------------------------- | ----------------------------------------------------------------------- | ----------------------------------------------------------------------- | ----------------------------------------------------------------------- | ----------------------------------------------------------------------- |
| Parti                                                                   | Parti                                                                   | Candidat                                                                | Votes                                                                   | %                                                                       |
|                                                                         | Républicain                                                             | Lisa McClain (sortante)                                                 | 97 017                                                                  | 78.7                                                                    |
|                                                                         | Républicain                                                             | Michelle Donovan                                                        | 26 215                                                                  | 21.3                                                                    |

| Élection de 2022 du 9e district congressionnel du Michigan | Élection de 2022 du 9e district congressionnel du Michigan | Élection de 2022 du 9e district congressionnel du Michigan | Élection de 2022 du 9e district congressionnel du Michigan | Élection de 2022 du 9e district congressionnel du Michigan |
| ---------------------------------------------------------- | ---------------------------------------------------------- | ---------------------------------------------------------- | ---------------------------------------------------------- | ---------------------------------------------------------- |
| Parti                                                      | Parti                                                      | Candidat                                                   | Votes                                                      | %                                                          |
|                                                            | Républicain                                                | Lisa McClain (sortante)                                    | 238 300                                                    | 63,9                                                       |
|                                                            | Démocrate                                                  | Brian Steven Jaye                                          | 123 702                                                    | 33,2                                                       |
|                                                            | Working Class (en)                                         | Jim Walkowicz                                              | 6571                                                       | 1,8                                                        |
|                                                            | Libertarien                                                | Jacob Kelts                                                | 4349                                                       | 1,2                                                        |
| Total des votes                                            | Total des votes                                            | Total des votes                                            | 372 922                                                    | 100%                                                       |
|                                                            | Les Républicains conservent                                |                                                            |                                                            |                                                            |

### 2024
| Primaire Républicaine de 2024 du 9e district congressionnel du Michigan | Primaire Républicaine de 2024 du 9e district congressionnel du Michigan | Primaire Républicaine de 2024 du 9e district congressionnel du Michigan | Primaire Républicaine de 2024 du 9e district congressionnel du Michigan | Primaire Républicaine de 2024 du 9e district congressionnel du Michigan |
| ----------------------------------------------------------------------- | ----------------------------------------------------------------------- | ----------------------------------------------------------------------- | ----------------------------------------------------------------------- | ----------------------------------------------------------------------- |
| Parti                                                                   | Parti                                                                   | Candidat                                                                | Votes                                                                   | %                                                                       |
|                                                                         | Républicain                                                             | Lisa McClain (sortante)                                                 | 97 611                                                                  | 100%                                                                    |

| Primaire Démocrate de 2024 du 9e district congressionnel du Michigan | Primaire Démocrate de 2024 du 9e district congressionnel du Michigan | Primaire Démocrate de 2024 du 9e district congressionnel du Michigan | Primaire Démocrate de 2024 du 9e district congressionnel du Michigan | Primaire Démocrate de 2024 du 9e district congressionnel du Michigan |
| -------------------------------------------------------------------- | -------------------------------------------------------------------- | -------------------------------------------------------------------- | -------------------------------------------------------------------- | -------------------------------------------------------------------- |
| Parti                                                                | Parti                                                                | Candidat                                                             | Votes                                                                | %                                                                    |
|                                                                      | Démocrate                                                            | Clinton St. Mosley                                                   | 41 492                                                               | 100%                                                                 |

| Élection de 2024 du 9e district congressionnel du Michigan | Élection de 2024 du 9e district congressionnel du Michigan | Élection de 2024 du 9e district congressionnel du Michigan | Élection de 2024 du 9e district congressionnel du Michigan | Élection de 2024 du 9e district congressionnel du Michigan |
| ---------------------------------------------------------- | ---------------------------------------------------------- | ---------------------------------------------------------- | ---------------------------------------------------------- | ---------------------------------------------------------- |
| Parti                                                      | Parti                                                      | Candidat                                                   | Votes                                                      | %                                                          |
|                                                            | Républicain                                                | Lisa McClain (sortante)                                    | 312 593                                                    | 66,8                                                       |
|                                                            | Démocrate                                                  | Clinton St. Mosley                                         | 138 138                                                    | 29,5                                                       |
|                                                            | Working Class (en)                                         | Jim Walkowicz                                              | 12 169                                                     | 2,6                                                        |
|                                                            | Libertarien                                                | Kevin Vayko                                                | 5338                                                       | 1,1                                                        |
| Total des votes                                            | Total des votes                                            | Total des votes                                            | 468 238                                                    | 100%                                                       |
|                                                            | Les Républicains conservent                                |                                                            |                                                            |                                                            |